# Lucas Soares
Lucas Soares (Buenos Aires) es un escritor, poeta, filósofo y docente argentino. Autor de diversos poemarios y libros de filosofía; su padre fue el escritor y periodista cultural Norberto Soares. En 2015 obtuvo el Primer Premio de Poesía del Fondo Nacional de las Artes, y en 2022 el Segundo Premio de Ensayo de la misma institución.

## Biografía
Lucas Soares nació en 1974 en la ciudad argentina de Buenos Aires. Su padre fue el escritor y periodista cultural Norberto Soares, y sus tíos el filósofo Nicolás Casullo y la crítica de arte Ana Amado. Se doctoró en Filosofía por la Universidad de Buenos Aires, donde dicta clases en su Facultad de Filosofía y Letras y en el Centro Cultural Ricardo Rojas. Es investigador del Consejo Nacional de Investigaciones Científicas y Técnicas. 
En 2002, publicó su primer libro de filosofía, Anaximandro y la tragedia. En 2005, publicó su primer poemario, El río ebrio, que fue seguido por El sueño de las puertas (2006) y Mudanza (2009), del mismo género. En 2010, publicó Platón y la política, su segundo libro de filosofía.
Entre los años 2013 y 2016, publicó sus siguientes cuatro libros de poesía: Roña (2013), El sueño de ellas (2014), La sorda y el pudor (2016) y Un drama eléctrico (2016). En 2015, obtuvo el Primer Premio de Poesía del Fondo Nacional de las Artes por La sorda y el pudor.
En 2019, publicó su octavo poemario, La médium, acerca de la relación con su padre. La periodista Laura Camargo, para Indie Hoy, destacó su descripción «fotográfica, que arma escenarios perfectamente reproducibles a nivel visual y con cierta carga de humor oscuro o emotividad».
En 2021, publicó su noveno libro de poesía, El poeta y el buey. En 2022 obtuvo el Segundo Premio de Ensayo del Fondo Nacional de las Artes. En 2024, publicó Rapsoda, su décimo poemario. Y en 2025 publicó el ensayo ¿Qué es esa cosa llamada filosofía?, su tercer libro de filosofía.

## Obras

### Poesía
- El río ebrio (Buenos Aires, Paradiso, 2005)
- El sueño de las puertas (Buenos Aires, Alción, 2006)
- Mudanza (Buenos Aires, Paradiso, 2009)
- Roña (Buenos Aires, VOX, 2013)
- El sueño de ellas (Buenos Aires, Bajo la Luna, 2014)
- La sorda y el pudor (Buenos Aires, Mansalva, 2016)
- Un drama eléctrico (Buenos Aires, Caleta Olivia, 2016)
- La médium (Buenos Aires, Mansalva, 2019)
- El poeta y el buey (Buenos Aires, Caleta Olivia, 2021; Cáceres, Liliputienses, 2021)
- Rapsoda (Buenos Aires, Mansalva, 2024)

### Filosofía
- Anaximandro y la tragedia (Buenos Aires, Biblos, 2002)
- Platón y la política (Madrid, Tecnos, 2010)
- Conocerse, cuidar de sí, cuidar del otro. Reflexiones antiguas y medievales; coeditor junto con Silvia Magnavacca y María Isabel Santa Cruz (Buenos Aires, Miño y Dávila, 2017).
- ¿Qué es esa cosa llamada filosofía? (Buenos Aires, Siglo XXI, 2025)

## Premios
- 2015: Primer Premio de Poesía del Fondo Nacional de las Artes.[5][8]
- 2022: Segundo Premio de Ensayo del Fondo Nacional de las Artes.